# Exastinion decepticum
Exastinion decepticum är en tvåvingeart som beskrevs av Wenzel 1976. Exastinion decepticum ingår i släktet Exastinion och familjen lusflugor. Inga underarter finns listade i Catalogue of Life.